# Edith Garrud

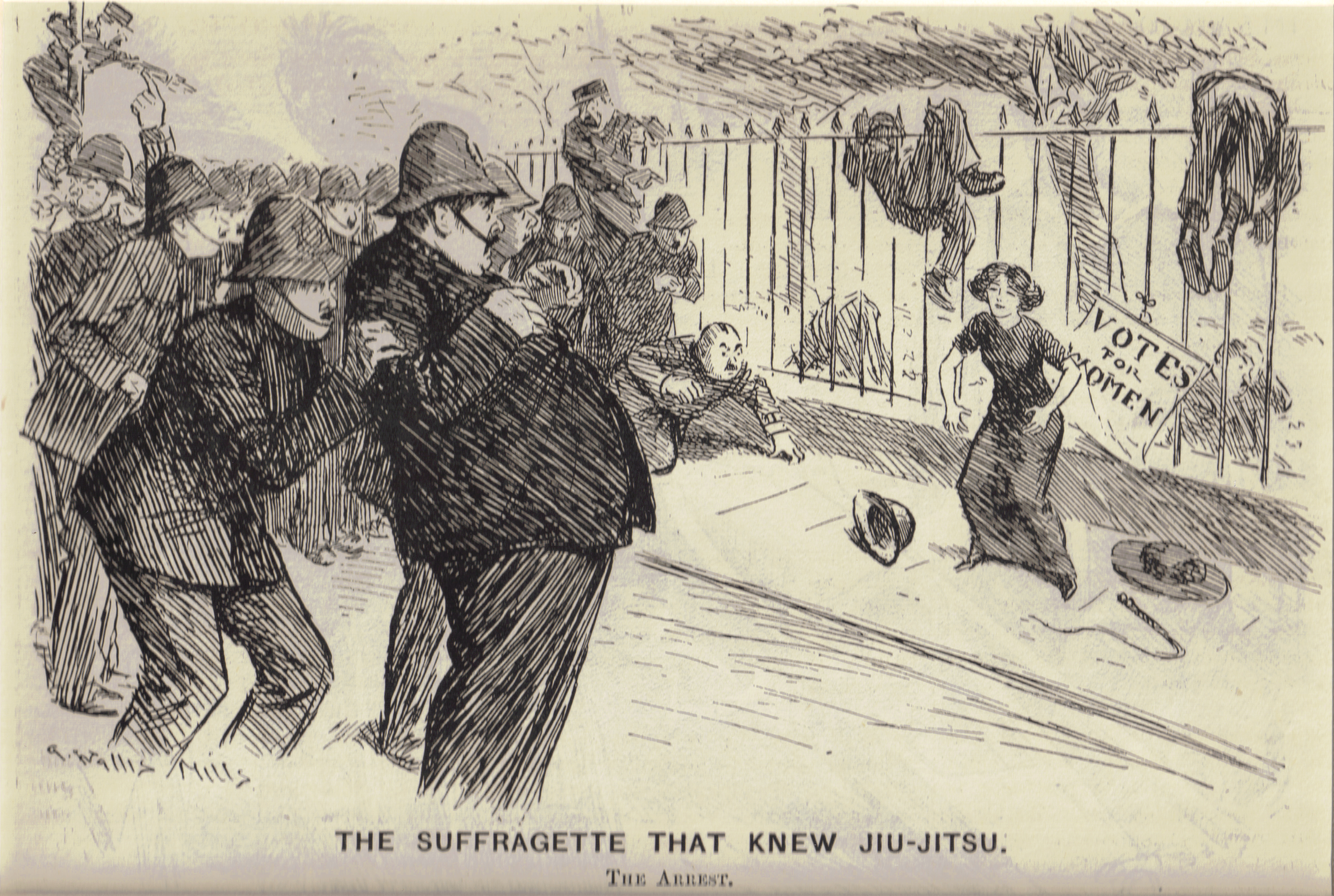
„Die Suffragette, die Jiu-Jitsu konnte. Die Festnahme.“: Die Karikatur von Arthur Wallis Mills in der Zeitschrift Punch vom 6. Juli 1910 zeigt Edith Garrud allein gegenüber einer Gruppe verängstigter Polizisten.

Edith Margaret Garrud (* 7. April 1872 in Bath als Edith Margaret Williams; † 1971 in Islington) war eine englische Suffragette, Jiu-Jitsu-Lehrerin und Autorin. Sie war ein aktives Mitglied der Women’s Social and Political Union und trainierte Emmeline Pankhursts Leibwache.

## Leben

### Familie und berufliche Anfänge
Nach ihrer Ausbildung als Sportlehrerin heiratete Edith Williams den Sportlehrer William Garrud. Das Paar hatte einen Sohn und eine Tochter.
1899 besuchte Garrud mit ihrem Ehemann eine Kampfsport-Vorführung. Kurz darauf begann sie, Jiu-Jitsu zu trainieren. Sie nahm Unterricht bei Edward William Barton-Wright, der die Sportart in Großbritannien bekannt gemacht hatte, und bei Raku Uyenshi, einem Japaner. Gemeinsam gründeten Edith und William Garrud eine Jiu-Jitsu-Schule in London. So gehörte Edith Garrud zu den ersten Frauen, die in einem westlichen Land Kampfsport unterrichteten.
Das wachsende Interesse an der japanischen Kultur in England im frühen 20. Jahrhundert brachte auch ein Interesse an Kampfsportarten mit sich. 1907 war Garrud in einem Kurzfilm mit dem Titel Jiu-jitsu Downs the Footpads zu sehen. Eine öffentliche Vorführung, bei der sie einen bedeutend größeren und schwereren Polizisten besiegte, rief ein großes Medienecho hervor. Garrud gab weitere öffentlichkeitswirksame Jiu-Jitsu-Vorstellungen, bei denen sich ihr Gegner als Polizist verkleidete.

### Engagement für die Frauenrechtsbewegung
1909 gab Edith Garrud eine Vorführung bei einer Veranstaltung der Women’s Social and Political Union (WSPU). Im Dezember desselben Jahres warb sie in der Zeitschrift Votes for Women für ihren Suffragettes’ Self-Defense Club, in dem sie zweimal pro Woche Unterricht erteilte. Sie trainierte die Suffragetten darin, sich gegen Polizeigewalt und gewalttätige Frauenwahlrechtsgegner zur Wehr zu setzen. Weitere Sportlerinnen folgten Garruds Beispiel und boten Selbstverteidigungskurse für Suffragetten an. Sylvia Pankhurst hielt 1913 eine Rede, in der sie Frauen empfahl, Jiu Jitsu zu trainieren. Dieser Trend wurde bekannt und immer mehr als Kennzeichen der Suffragetten-Bewegung betrachtet. Die Zeitschrift Punch zeigte 1910 in einer Karikatur Edith Garrud allein gegenüber einer Gruppe verängstigter Polizisten mit der Bildunterschrift „The suffragette that knew Jiu-Jitsu. The Arrest.“ („Die Suffragette, die Jiu Jitsu konnte. Die Festnahme.“). Die Kampfsportkenntnisse der Suffragetten wurden auch von Gegnern des Frauenwahlrechts rezipiert: Beispielsweise zeigten gegnerische Postkarten Karikaturen von Suffragetten, die ihre Ehemänner gewalttätig unterdrückten, und stellten die Suffragette so als Gefahr für die soziale Ordnung dar.
Garrud war auch in der Women’s Freedom League aktiv. Sie leitete die Sportabteilung des Verbands und organisierte Sportveranstaltungen für seine Mitglieder. Im Juni 1910 führte Garrud die Sportabteilung der Women’s Freedom League in der Women’s Coronation Procession an, einem Suffragettenmarsch anlässlich der Krönung Georgs V. 1912 versteckte Garrud sechs Suffragetten, die nach einem Anschlag gesucht wurden, in ihrer Schule, indem sie sie als ihre Schülerinnen ausgab.

#### Autorin und Schauspielerin
In der Zeitschrift Health and Strength veröffentlichte Garrud mehrere Artikel, in denen sie den Wert von Kampfsport für Frauen erklärte, den sie weniger als Sportart als als Selbstverteidigung betrachtete. 1911 erschien in Health and Strength ihr Theaterstück mit dem Titel Ju-Jutsu as a Husband-Tamer. A Suffragette Play with a Moral. Es handelt von der Ehefrau eines Lebensmittelhändlers, die sich durch den Kampfsport ihrem gewalttätigen Ehemann zu widersetzen lernt. So trat Garrud nicht nur für den Kampfsport zur Verteidigung gegen Polizeigewalt ein, sondern betonte auch seinen Wert, um Frauen vor häuslicher Gewalt zu schützen. In einer Aufführung des Theaterstücks spielte Garrud die Hauptrolle selbst.

#### Die Leibwache der Pankhursts
Ab 1913 trainierte Edith Garrud die Leibwache, die Emmeline Pankhurst begleitete. Diese Einheit aus ca. 30 Frauen, die in der Presse Amazons (Amazonen) genannt wurden, hatte Gertrude Harding gegründet, um Pankhurst und ihre Töchter Christabel und Sylvia vor einer Verhaftung durch die Polizei zu schützen. Neben dem waffenlosen Jiu Jitsu trainierte Garrud die Leibwache auch im Nahkampf mit Turnkeulen. Ihre Kurse fanden an geheimen, wechselnden Orten statt, da die Trainingsgruppe von der Polizei ausspioniert wurde.
Durch Emmeline Pankhursts vielbeachtete öffentliche Auftritte wurde auch ihre Leibwache landesweit bekannt. Health and Strength veröffentlichte einen satirischen Artikel mit dem Titel „Jiu-jitsuffragettes“. Bald etablierte sich in den britischen Medien das Kofferwort „suffrajitsu“.

### Lebensende
Über Edith Garruds spätere Lebensjahre ist wenig bekannt. Sie wohnte bis zu ihrem Lebensende in London und wurde 99 Jahre alt.

## Ehrungen

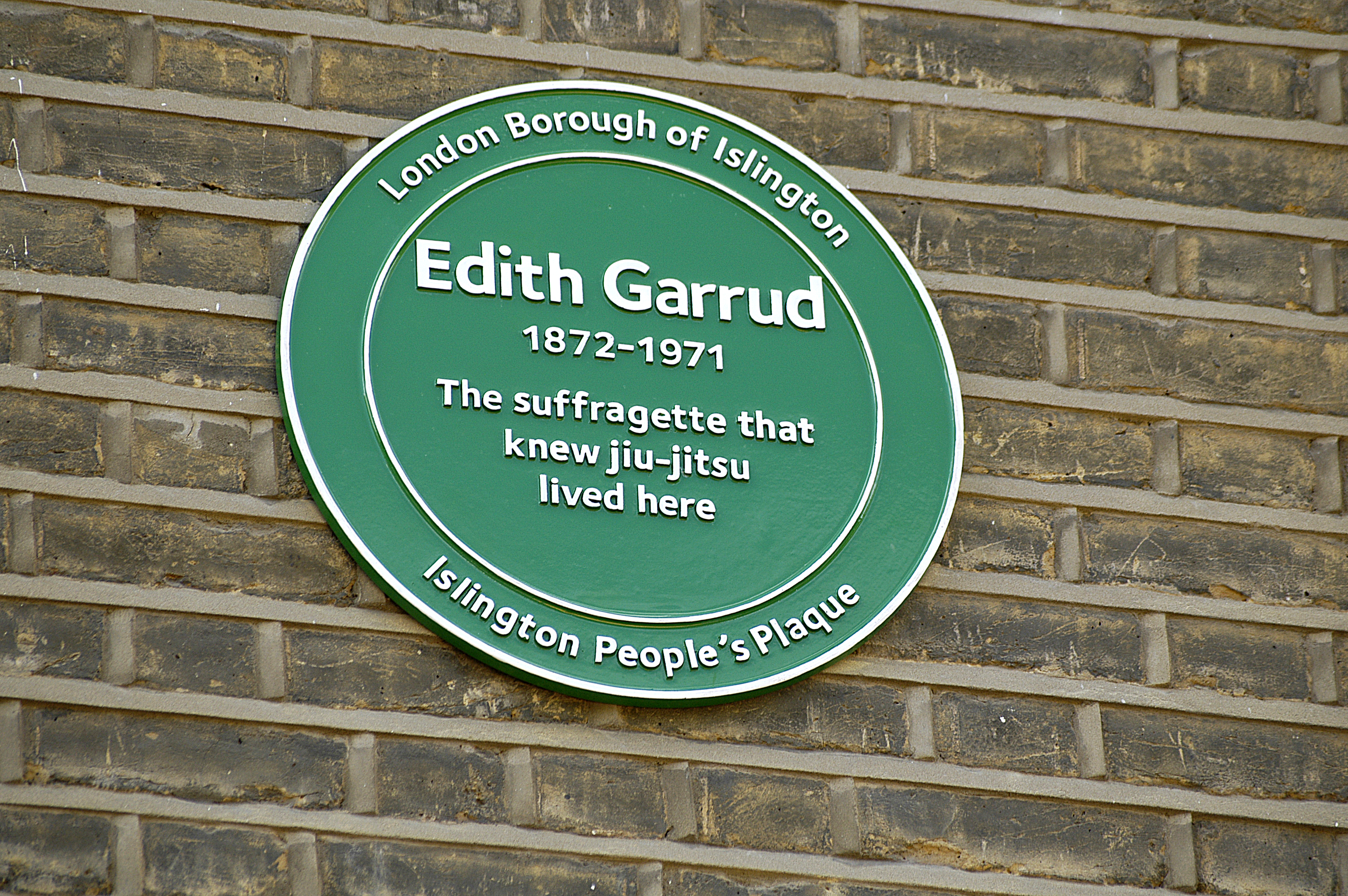
Gedenktafel für Edith Garrud in Islington

Seit 2012 erinnert an Garruds Wohnhaus am Thornhill Square im Londoner Stadtteil Islington eine Gedenktafel an Edith Garrud. Die Ehrung wurde in einer öffentlichen Abstimmung durch die Bevölkerung des Stadtbezirks vergeben.
Eine Skulptur von Edith Garrud ist Teil einer Installation oberhalb der Londoner U-Bahn-Station Finsbury Park. Das Kunstwerk wurde im April 2013 mit Mitgliedern von Edith Garruds Familie eingeweiht.

## Rezeption
Für den Film Suffragette – Taten statt Worte aus dem Jahr 2015 bestand Helena Bonham Carter darauf, dass ihre Figur den Vornamen Edith tragen sollte, um Edith Garrud zu ehren. In dem 2020 veröffentlichten Netflix-Film Enola Holmes lernt die junge Titelfigur Jiu Jitsu bei einer Suffragette namens Edith, gespielt von Susan Wokoma.
Tony Wolf verfasste mit Kathrynne Wolf ein Jugendbuch über Edith Garrud mit dem Titel Edith Garrud. The Suffragette Who Knew Jujutsu. In seiner gemeinsam mit João Vieira veröffentlichten Graphic-Novel-Trilogie Suffrajitsu. Mrs. Pankhurst’s Amazons sowie dessen von Mark Lingane verfasstem Spin-off The Second-Story Girl kommt Edith Garrud als Nebenfigur vor.